# Ixora labuanensis
Ixora labuanensis är en måreväxtart som beskrevs av Cornelis Eliza Bertus Bremekamp. Ixora labuanensis ingår i släktet Ixora och familjen måreväxter. Inga underarter finns listade i Catalogue of Life.